# Mars (mitologija)
Mars (lat. Mars) je lik iz rimske mitologije, bog rata, sin Jupitera (prema nekim inačicama mita je sin čarobnog cvijeta) i Junone. Prema mitu je otac Romula, pa tako i praotac Rimljana. Nakon Jupitera bio je najvažniji bog kod Rimljana. Izvorno je bio povezan s vegetacijom, kao što piše Caton u svojoj molitvi ratara upućenoj Marsu, a usto je čašćen i kao zaštitnik stoke.

## Karakteristike
Rimljani su kasnije poistovijetili ovoga boga s grčkim bogom Aresom, te se tako bog ratara, koji su često bili prisiljeni ratovati, pretvorio u boga rata. Na taj su mu način pripale mnogostruke uloge: bio je zaštitnik radova na polju, davao je plodnost, štitio je borce i davao im ratnički duh. Njegov je svećenik u Rimu bio flamen maior, a bili su mu posvećeni vuk i zelena žuna.

## Kult
Mars je u službenoj rimskoj religiji i bog proljeća, pa je svečano slavljen u ožujku (odatle ime »mart« tome mjesecu). Ostale važne proslave u njegovu čast odvijale su se u veljači i listopadu. Svakih pet godina na Campus Martius, pred njegovim oltarom, popis stanovništva popraćen je obredom čišćenja. U Rimu su se nalazila i druga dva hrama: ara Martis na polju (138. pr. Kr.) i onaj izvan vrata Capena (388. pr. Kr.). Mars je štovan i u vrijeme Carstva, zahvaljujući Augustu koji je ustanovio cult Marsa Ultora ("osvetnika"). Mars je zauzeo mnogo važnije mjesto u rimskoj mitologiji no što je to slučaj s Aresom, njegovim grčkim pandanom. Razlog je tomu vjerojatno u tome što ga se držalo mužem Ree Silvije i ocem Romula i Rema koji su utemeljili Rim. Stoga je čašćen kao otac rimskoga naroda, a Rimljani su se nazivali djecom Marsa.
Marsu je bio posvećen i dan u tjednu (utorak, tal. martedì) te planet sunčevog sustava (Mars).